# 本頓 (緬因州)
本頓（英語：Benton）是一個位於美國緬因州肯納貝克縣的市鎮。

## 人口
根據2020年美國人口普查的數據，本頓的面積為75.27平方千米，當中陸地面積為73.58平方千米，而水域面積為1.68平方千米。當地共有人口2715人，而人口密度為每平方千米36人。